# Gao Ling
Pour les articles homonymes, voir Gao.
Dans ce nom chinois, le nom de famille, Gao, précède le nom personnel.
Gao Ling (en chinois : 高崚), née le 14 mars 1979 à Wuhan dans la province du Hubei, est une joueuse chinoise de badminton.